# The Grand Military Parade
Pour plus de détails, voir Fiche technique et Distribution.
The Grand Military Parade est un film documentaire américain réalisé par King Vidor, sorti en 1913.

## Fiche technique
- Titre original : The Grand Military Parade
- Réalisation : King Vidor
- Société de distribution : Mutual Film
- Pays d’origine :  États-Unis
- Langue originale : anglais
- Format : noir et blanc — 35 mm — 1,37:1 — film muet
- Genre : Documentaire